# 提携カード
提携カード（ていけいカード）は、クレジットカード等購入あつせん業者のうちクレジットカードを発行するものが、企業その他の団体と提携し発行するクレジットカードである。

## 概要
クレジットカード等購入あつせん業者（以下「発行元」）が企業その他の団体（以下「提携先」）と提携し発行するクレジットカードを「提携カード」、発行元が単独で発行するクレジットカードを「プロパーカード」とそれぞれ呼ぶ。
提携先は、金融機関、交通機関、医療機関、教育機関、国際機関、商業施設、宿泊施設、旅行業者、石油元売、電気通信事業者、メーカーなど様々である。
近年では、提携カードを発行したものの、売上や取扱高の増加に繋がらずコストだけがかかってしまい、提携を打ち切ったり、提携先がサービスレベルを下げたりするケースも出ている。発行元も提携先へのリベートや会員へのサービスが増えると利益が出せなくなる等、決して良い面ばかりではない。特にグレーゾーン金利の撤廃後はクレジットカード会社の収益が悪化したため、各社は従来の「発行枚数至上主義」的な経営からの脱却を目指し、提携カードを大幅に絞り込んでいる。
また、発行元と提携先の間で会員に関する情報（信用情報などを除く）が相互に利用されることに留意する必要がある。

## 提携カードの形態
提携カードは提携のしかたによって「ダブルカード」、「スイッチカード」、「代行カード」、「ツインカード」などの形態に分かれる。

### ダブルカード
クレジットカード会社が団体と提携して発行する。
会員は、提携先の会員特典やサービスが受けられる。カード会社と提携先の両社にとっても、独自の会員特典などで顧客を固定化できるほか、データの蓄積・分析で更なるサービスの向上や商品開発、売上・取扱高拡大につなげることができるマーケティング目的の要素が強いカードである。
提携カードと言えば一般的にこのカードを指すことが多い。

### スイッチカード
異なる2つのクレジットカード会社が提携して、両社の発行するカード（2枚分）を合体させ1枚にして発行する。
会員は、1枚のカードで両社に会員登録され、両社の加盟店を利用でき両社のサービスを受けることができる。その反面、入会時に両社の審査を受けることになり、利用限度額も両社別々に設定され、利用代金の請求も両社から別々に行われ更に引落日も異なる場合がある。
この提携カードも少なく、主に鉄道系クレジットカード会社、航空系会社の提携カードが存在する。
片方のカード会社がノウハウやインフラに乏しい場合や経営を合理化する場合、提携先のカード会社に業務委託し、両カードの与信や回収が提携先で一括処理されているケースがある。そのケースでは本来スイッチカードであっても機能的には業務を受託するカード会社発行のダブルカードと同じようなものになる。
なお、イギリスでスイッチカードと言えば、デビットカードの一種である SWITCH を指すことが多い。

### 代行カード
クレジット業務全般を信販会社などに委託して発行する自社ブランドのクレジットカード。
加盟店が少なく（ハウスカード同等）メリットも多くなかったため、近年はダブルカードに移行して廃止される傾向にある。また、クレジットカード会社を設立し独自の特典があるクレジットカードを発行するようになって廃止されるケースもある。

### ツインカード
クレジットカード会社が他社のクレジットカードを代行して発行する際に、クレジットカード会社のプロパーカードも同時に2枚セットで発行する。カード会社にとっては発行コストが増え、会員にとっては2枚持つと嵩張ったり、それぞれ番号が違うなど使い勝手が悪い。そのため1枚のダブルカードに移行して廃止される傾向にある。

## 提携先による分類
提携カードのうち提携先が非営利団体であるものを「アフィニティカード」、その他を「コ・ブランドカード」とそれぞれ呼ぶ場合がある。両者を特に区別する場合に用いられる。
アフィニティカードは、クレジットカードの利用金額に応じて算出した寄付金を提携先である非営利団体に寄付する仕組みとなっているものが多い。寄付金は、発行元が負担する為、クレジットカードの会員は負担する必要はない。
また、ショッピングの利用に応じて貯まるポイントを金銭に換算して非営利団体へ寄付したりふるさと納税したりする事が出来るサービスを設けているものもある。

## 提携先のメリット
提携先にとっては、会員証やポイントカードを発行する際の費用の一部又は全部を削減できたり、提携先が経営する店舗（加盟店）で提携カードが利用された場合の手数料率が一般のクレジットカードに比べて優遇されたり、ダイレクトメールの送付を委託できる等のメリットがある。

## 提携カードのサービス
提携カードは、発行元のサービス（プロパーカードのサービス）に加え、提携先のサービスを利用する事が出来る。従って、提携カードはプロパーカードよりサービスが多いと思われがちであるが、必ずしもプロパーカードのサービスの全てを利用できるとは限らず、サービスの一部が異なっていたり、制限されていたりする場合がある。
近年は、一つの企業・企業グループとの提携にとどまらず、複数の企業・企業グループと提携した提携カードも発行されるなど、提携が二重以上になっており従来の提携カードの形態に収まらないクレジットカードも存在する。このためサービスは更に充実し利便性は向上しているが、その反面サービスや機能が複雑になり利用者の誤解や誤用が生じたり、クレジットカードの券面も様々なマークやロゴが入り乱れ醜くなってしまうことがある。

### 提携先のサービス
提携カードの会員は、提携先が提供するサービスを利用する事が出来る。主に次のような機能がクレジットカードに一体化される。
- 企業の社員証又は学校の学生証
- 団体等の会員証
- 銀行又は協同組織金融機関のキャッシュカード・デビットカード(J-Debit)
- 小売店又は共通ポイントサービスのポイントカード
- 航空運送事業者等のマイレージカード
- 鉄道事業者等のICカード乗車券
- その他の前払式支払手段

など

### ポイントサービス
クレジットカードは、ショッピングの利用に応じて付与されるポイントサービスが提供されるものが多いが、提携カードに於いては、発行元のポイントサービスを採用するもの、提携先のポイントサービスを採用するもの、両者を併用するものがある（利用する加盟店によって両方のポイントが貯まるものやいずれか一方のポイントのみ貯まるものもある）。また、提携先である加盟店で利用する場合は、他の加盟店で利用する場合よりポイントが多く付与されるように設計されている提携カードもある。
提携先が航空運送事業者の場合は、当該航空運送事業者のマイレージサービスをポイントサービスとして採用する提携カードが多い。この為、航空機（旅客機）に搭乗せずにマイルを貯める事が出来、マイルを国内線又は国際線の航空券（特典航空券）などに交換したり、座席のアップグレード（エコノミークラスからビジネスクラスへのアップグレードやビジネスクラスからファーストクラスへのアップグレードなど）に利用したりする事が出来る。但し、特典航空券は、共同運送便の一部が対象とならない等の制限が設けられている場合もあるほか、燃油特別付加運賃・空港使用料・税金などが別途必要となる場合がある（「マイレージサービス」の項目も参照）。

## 主な提携カード
- [ 提携先の名称 『提携カードの名称』 → 発行元の名称 ] の順に記載する。但し、提携先が複数であるものについては、その一部の記載を省略する場合がある。
- 原則として新規の申込を受け付けている提携カードを挙げる。但し、次のいずれかに該当するものを除く。
  - 予め募集期限又は発行枚数の上限を定めているもの。
  - 学生のみを対象とするもの。
  - 特定の学校の教職員・学生（教職員・学生であった者を含む）又は特定の企業その他の団体の役職員（役職員であった者を含む）のみを対象とするもの。
  - 特定の職業に就いている者（就いていた者を含む）のみを対象とするもの。
  - 外商カード。

### 個人

#### 銀行

##### キャッシュカード一体型

###### 都市銀行（キャッシュカード一体型）
- 三井住友銀行
  - 『SMBC CARD・Oliveフレキシブルペイ』 → 三井住友カード
  - 『SMBC JCB CARD』 → 三井住友カード（旧セディナ→SMBCファイナンスサービス）※新規発行はクレジットカード単体型のみ継続
- みずほ銀行
  - 『みずほマイレージクラブカードセゾン』 → クレディセゾン
  - 『みずほマイレージクラブカード(UC)』 → クレディセゾン

###### 地方銀行（キャッシュカード一体型）
- 北海道銀行 『道銀キャッシュ・クレジットカード』 → 道銀カード
- みちのく銀行 『Michinoku Card』 → みちのくカード
- 荘内銀行[注 3] 『荘銀イオンカード』 → イオン銀行
- 山形銀行
  - 『ハイブリッドJCB』 → やまぎんカードサービス
  - 『ハイブリッドDC』 → やまぎんカードサービス
- 七十七銀行 『七十七キャッシュ・クレジットカード』 → 七十七カード
- 武蔵野銀行 『むさしのカード"SPEC"』 → むさしのカード
- きらぼし銀行[注 4] 『KIRABOSHI CLUB CARD』 → きらぼしJCB
- 第四北越銀行 『第四北越キャッシュJCBカード』 → 北越カード、ジェーシービー[注 5]
- 北陸銀行 『ホクリクカードA』 → 北陸カード
- 福井銀行[注 6]『福銀セゾンカード』 → クレディセゾン
- 山梨中央銀行 『JiMOCA』 → 山梨中銀ディーシーカード
- 静岡銀行 『しずぎんjoyca』 → 静銀カード
- 清水銀行、ロイヤリティ マーケティング 『SHIMIZU With Card』 → 清水リース&カード
- 池田泉州銀行、南海電気鉄道 『ミナピタサイカVISAカード』 → 池田泉州VC
- 池田泉州銀行、阪急阪神カード 『スタシアサイカVISAカード』 → 池田泉州VC
- 池田泉州銀行、南海電気鉄道、スルッとKANSAI 『ミナピタサイカピタパJCBカード』 → 池田泉州JCB
- 池田泉州銀行、阪急阪神カード、スルッとKANSAI 『スタシアサイカピタパJCBカード』 → 池田泉州JCB
- 南都銀行 『<ナント>Cotoca』 → 南都カードサービス
- 紀陽銀行 『紀陽ONE da FULLカード』 → 紀陽カード
- 鳥取銀行
  - 『IC TORICA』 → とりぎんカードサービス
  - 『とりぎんイオンカード』 → イオン銀行
- 阿波銀行 『あわぎんplus card』 → 阿波銀カード
- 西日本シティ銀行 『オールインワンカード』 → 九州カード
- 北九州銀行 『ワイエムカードJCB』 → 山口銀行
- 十八親和銀行
  - 『ICキャッシュ&クレジットカード』[注 7]  → FFGカード
  - 『アレコレカード』 → FFGカード
- 肥後銀行 『ハモニカ』 → 肥銀カード
- 大分銀行 『Melody plus』 → 大分カード
- 鹿児島銀行 『MOZECA』 → 鹿児島カード
- 沖縄銀行[注 8] 『PiPuCa』 → おきぎんジェーシービー

###### 第二地方銀行（キャッシュカード一体型）
- 北日本銀行 『W-Linkカード』 → きたぎんユーシー
- きらやか銀行 『きらやかキャッシュ&クレジット』 → きらやかカード
- 福島銀行
  - 『F-One Card』 → 福島カードサービス
  - 『福銀イオンカード』 → イオン銀行
- 東日本銀行 『東日本Cash Card -Next to You-』 → ライフカード
- 大光銀行 『たいこうツインスマイルカード』 → たいこうカード
- みなと銀行 『みなとプレミアムカード』 → みなとカード
- 島根銀行 『しまぎん ピスカ』 → しまぎんユーシーカード
- トマト銀行 『トマトMOTTOカード』 → トマトカード
- もみじ銀行 『ワイエムカード』 → もみじカード
- 徳島銀行 『とくぎんトモニカード』 → トモニカード
- 香川銀行 『香川銀トモニカード』 → トモニカード
- 愛媛銀行 『asita』 → 愛媛ジェーシービー
- 福岡中央銀行 『MUSBOカード』 → FFGカード
- 佐賀共栄銀行 『KYOGIN CARD』 → 九州カード
- 熊本銀行 『アレコレカード』 → FFGカード
- 宮崎太陽銀行 『taiyo patona』 → 九州カード
- 沖縄海邦銀行 『かいぎんマルチカード』 → 九州カード

###### その他銀行（キャッシュカード一体型）
- 楽天銀行
  - 『楽天銀行カード』 → 楽天カード
  - 『楽天銀行ジョーヌカード』 → 九州カード
  - 『楽天銀行セディナカード』 → セディナ

##### キャッシュカード非一体型
キャッシュカード一体型のクレジットカードの部分を分離したものを除く。

###### 都市銀行（キャッシュカード非一体型）
この節では、便宜上、埼玉りそな銀行を都市銀行とする。
- 三井住友銀行
  - 『三井住友VISA SMBC CARD』 → 三井住友カード
  - 『SMBC JCB CARD（クレジットカード単体型）』 → セディナ
- みずほ銀行
  - 『みずほマイレージクラブカード/THE POINT』 → オリエントコーポレーション
  - 『みずほセゾンプラチナ・アメリカン・エキスプレス・カード』 → クレディセゾン
- りそな銀行 『りそなクレジットカード<クラブポイントプラス>』 → りそなカード
- 埼玉りそな銀行 『りそなクレジットカード<クラブポイントプラス>』 → りそなカード

###### 信託銀行（キャッシュカード非一体型）
- 三井住友信託銀行
  - 『三井住友信託ダイナースクラブカード』 → 三井住友トラストクラブ
  - 『三井住友トラストVISAポイントクラブゴールドカード』 → 三井住友トラスト・カード
- SMBC信託銀行 『PRESTIA Visa CARD』 → 三井住友カード

###### 地方銀行（キャッシュカード非一体型）
- 秋田銀行
  - 『あきぎんVISAカード』 → 秋田国際カード
  - 『あきぎんJCBカード』 → 秋田ジェーシービーカード
- 三重銀行 『どれでもカード』 → 三重銀カード
- 滋賀銀行 『SHIGAGIN DCカード』 → 滋賀ディーシーカード
- 関西みらい銀行
  - 『関西みらいVISAカード』 → りそなカード
  - 『りそなクレジットカード<クラブポイントプラス>』 → りそなカード
- 紀陽銀行 『Kiyo Card』 → 紀陽カード、紀陽カードディーシー
- 西日本シティ銀行 『西日本シティVISAカード』 → 九州カード
- 親和銀行 『親和銀行プラチナカード』 → FFGカード
- 大分銀行 『大分銀行提携カード』 → 大分カード

###### 第二地方銀行（キャッシュカード非一体型）
- みなと銀行
  - 『みなと銀VISAカード』 → みなとカード
  - 『みなと銀JCBカード』 → みなとカード
- 西京銀行 『西京VISAカード』 → 九州カード
- 佐賀共栄銀行 『佐賀共栄VISAカード』 → 九州カード
- 長崎銀行 『長崎VISAカード』 → 九州カード
- 熊本銀行 『熊本銀行プラチナカード』 → FFGカード
- 豊和銀行 『ほうわVISAカード』 → 九州カード
- 宮崎太陽銀行 『宮崎太陽VISAカード』 → 九州カード
- 南日本銀行 『南銀VISAカード』 → 九州カード
- 沖縄海邦銀行 『かいぎんVISAカード』 → 九州カード

###### その他銀行（キャッシュカード非一体型）
- 新生銀行 『新生アプラスカード』 → アプラス
- PayPay銀行
  - 『JNB VISAカード』 → 三井住友カード
  - 『JNB JCBカード』 → セディナ
- ソニー銀行 『ソニーカード』 → 三井住友カード
- 住信SBIネット銀行[注 9] 『ミライノ カード(Mastercard)』 → ライフカード
- SBJ銀行 『SBJ VISAカード』 → 九州カード

##### 外貨決済
- 千葉銀行 『ちばぎんJCB USドルカード』 → ちばぎんジェーシービーカード

#### 協同組織金融機関
- 全国信用協同組合連合会 『しんくみピーターパンカード』 → オリエントコーポレーション
- 農林中央金庫
  - 『JAカード』 → ジェイエイカード
  - 『マリンクレジット』 → 三菱UFJニコス

#### 銀行系カード会社
- 京銀カードサービス[注 10] 『京銀ダイナースカード』 → 三井住友トラストクラブ
- ワイエムセゾン 『YMセゾンカード』 → クレディセゾン

#### 貸金業者
- SMBCモビット、カルチュア・コンビニエンス・クラブ、Tポイント・ジャパン 『Tカードプラス(SMBCモビット next)』 → 三井住友カード

#### 金融商品取引業者
- SBI証券 『SBI証券JCBカード』 → ジェーシービー
- マネックス証券 『マネックスカード』 → アプラス
- 松井証券 『MATSUI SECURITIES CARD』 → ジャックス
- インヴァスト証券 『インヴァストカード』 → ジャックス

#### 保険会社
- 住友生命保険 『スミセイDSカードVISA』 → 三井住友カード

#### ポイントサービス等
- ロイヤリティ マーケティング
  - 『Ponta Premium Plus』 → ジャックス
  - 『ローソンPontaプラス』 → ローソン銀行
- ブルーチップ 『BCC・ジャックス・Visaカード』 → ジャックス
- グリーンスタンプ 『グリーンファミリークラブカード』 → ジェーシービー

#### 交通

##### JR
- 北海道旅客鉄道、東日本旅客鉄道、東海旅客鉄道、西日本旅客鉄道、四国旅客鉄道、九州旅客鉄道 『JRカード』 → 三井住友カード（既存会員の更新のみ：クレディセゾン、ユーシーカード、三菱UFJニコス〈DCカード・MUFGカード・NICOSカード〉、ジェーシービー）
- 北海道旅客鉄道
  - 『イオンカード Kitaca』 → イオン銀行
  - 『clover Kitaca』 → 北洋銀行
- 北海道旅客鉄道、札幌駅総合開発 『JRタワースクエアカード Kitaca』 → オリエントコーポレーション
- 北海道旅客鉄道、北海道銀行 『道銀キャッシュ・クレジットカードKitaca』 → 道銀カード
- 東日本旅客鉄道
  - 『「ビュー・スイカ」カード』 → ビューカード
  - 『JRE CARD』 → ビューカード
  - 『大人の休日倶楽部ミドルカード』 → ビューカード
  - 『大人の休日倶楽部ジパングカード』 → ビューカード
- 東日本旅客鉄道、ビューカード
  - 『スーパーICカード Suica「三菱UFJ-VISA」』 → 三菱UFJ銀行
  - 『イオンSuicaカード』 → イオン銀行
  - 『横浜バンクカードSuica』 → 横浜銀行
- 東日本旅客鉄道、ビューカード、みずほ銀行 『みずほマイレージクラブカードセゾンSuica』 → クレディセゾン
- 東日本旅客鉄道、ビューカード、全日本空輸 『ANA VISA Suicaカード』 → 三井住友カード
- ビューカード、トヨタ自動車 『TOYOTA TS CUBIC VIEW CARD』 → トヨタファイナンス
- 東海旅客鉄道 『JR東海エクスプレス・カード』 → 三井住友カード
- 九州旅客鉄道
  - 『JQ CARD』 → 三菱UFJニコス、クレディセゾン、エポスカード
  - 『JQ SUGOCA』 → ジェーシービー、イオン銀行
  - 『イオンSUGOCAカード』 → イオン銀行
  - 『アレコレSUGOCA』 → 福岡銀行
  - 『AOYAMA マスターカード SUGOCA』 → 青山キャピタル
- 九州旅客鉄道、西日本シティ銀行 『オールインワン JQ SUGOCA』 → 九州カード
- 九州旅客鉄道、大分銀行 『Melody plus JQ SUGOCA』 → 大分カード
- 九州旅客鉄道、長崎銀行 『ながさき オールインワン JQ SUGOCA』 → 九州カード
- 九州旅客鉄道、豊和銀行 『なんでん JQ SUGOCA』 → 九州カード
- 九州旅客鉄道、南日本銀行 『WAZZE JQ SUGOCA』 → 九州カード
- 九州旅客鉄道、親和銀行 『アレコレSUGOCA』 → FFGカード
- 九州旅客鉄道、熊本銀行 『アレコレSUGOCA』 → FFGカード

##### 公営交通・民営交通等
- 札幌総合情報センター 『clover SAPICA』 → 北洋銀行
- パスモ
  - 『パスタウンPASMOカード』 → ジェーシービー、三井住友カード、三菱UFJニコス
  - 『Pastownカード』 → ジェーシービー
- パスモ、東武タワースカイツリー 『東京スカイツリー東武カードPASMO』 → 東武マーケティング
- 京王パスポートクラブ
  - 『京王パスポートJCBカード』 → ジェーシービー
  - 『京王パスポートVISAカード』 → 三井住友カード
- 京王パスポートクラブ、パスモ 『京王パスポートPASMOカード VISA』 → 三井住友カード
- 西武ホールディングス、西武鉄道、プリンスホテル 『SEIBU PRINCE CLUBカード セゾン』 → クレディセゾン
- 小田急電鉄『OPクレジット JCB[注 11]』→ジェーシービー
- 東京地下鉄（Tokyo Metro To Me CARD）
  - 『To Me CARD JCB』 → ジェーシービー
  - 『To Me CARD NICOS』 → 三菱UFJニコス
  - 『To Me CARD UC』 → クレディセゾン
- 東京地下鉄、パスモ
  - 『To Me CARD PASMO JCB』 → ジェーシービー
  - 『To Me CARD PASMO NICOS』 → 三菱UFJニコス
  - 『To Me CARD PASMO UC』 → クレディセゾン
- 東京地下鉄、パスモ、全日本空輸（ANAカード） 『ANA To Me CARD PASMO JCB』（ソラチカカード） → ジェーシービー
- 東急、東急百貨店、日本航空 『TOKYU CARD ClubQ JMB』 → 東急カード
- 東急、東急百貨店、日本航空、東急ホテルズ 『TOKYU CARD ClubQ JMB（コンフォートメンバーズ機能付）』 → 東急カード
- 東急、東急百貨店、日本航空、パスモ 『TOKYU CARD ClubQ JMB PASMO』 → 東急カード
- 東急、東急百貨店、日本航空、パスモ、東急ホテルズ 『TOKYU CARD ClubQ JMB PASMO（コンフォートメンバーズ機能付）』 → 東急カード
- 東急、東急百貨店、パスモ、全日本空輸 『ANA TOKYU POINT ClubQ PASMO マスターカード』 → 三井住友カード
- 東急、東急カード、東急百貨店、ジャルカード、日本航空
  - 『JALカード TOKYU POINT ClubQ』 → 三菱UFJニコス
  - 『JALグローバルクラブ JALカード TOKYU POINT ClubQ』 → 三菱UFJニコス
- 東急、東急カード、パスモ 『スーパーICカード TOKYU POINT PASMO「三菱UFJ-VISA」』 → 三菱UFJ銀行
- 京浜急行電鉄
  - 京急プレミアポイントシルバー → クレディセゾン
  - 京急プレミアポイントゴールド HANEDA AIRPORT PLUS → 三菱UFJニコス
- 京成電鉄 『京成カード』 → 三菱UFJニコス、オリエントコーポレーション
- 横浜市交通局 『横浜交通hama-eco card』 → 三井住友カード
- 相模鉄道 『相鉄カード』 → 三井住友カード
- 湘南モノレール 『Shonan Card』 → ジャックス
- 静岡鉄道
  - 『LuLuCaプラス』 → ジェーシービー
  - 『LuLuCaパレッタ』 → 三井住友カード
- 遠州鉄道 『えんてつカード』 → 静銀セゾンカード
- 名古屋交通開発機構
  - 『wellow card』 → オリエントコーポレーション
  - 『wellow card manaca』 → オリエントコーポレーション
- 名古屋鉄道
  - 『MEITETSU μ's Card』 → 三菱UFJニコス、三井住友カード
  - 『メディアカード』 → セディナ
- スルッとKANSAI
  - Papas saisaki PiTaPaカード → 青山キャピタル
  - Mamas saisaki PiTaPaカード → 青山キャピタル
- 近鉄グループホールディングス 『KIPSカード』 → ジェーシービー、三井住友カード、クレディセゾン、三菱UFJニコス、三菱UFJ銀行、百五銀行
- 南海電気鉄道 『minapitaカード』 → 三井住友カード、アプラス
- 阪急阪神カード
  - 『エメラルドSTACIA JCBカード』 → ジェーシービー
  - 『エメラルドSTACIA VISAカード』 → 三井住友カード
  - 『エメラルドSTACIA MasterCard』 → アプラス
  - 『ペルソナSTACIAカード(iD)』 → ペルソナ
  - 『ソレーナSTACIAカード』 → ペルソナ
- 阪急阪神カード、ペルソナ 『ペルソナSTACIA アメリカン・エキスプレス・カード』 → アメリカン・エキスプレス・インターナショナル日本支社
- 阪急阪神カード、スルッとKANSAI
  - 『エメラルドSTACIA PiTaPa JCBカード』 → ジェーシービー
  - 『エメラルドSTACIA PiTaPa VISAカード』 → 三井住友カード
  - 『エメラルドSTACIA PiTaPa MUFGカード』 → 三菱UFJニコス
  - 『ペルソナSTACIA PiTaPa カード』 → ペルソナ
- 阪急阪神カード、阪急阪神ホールディングス、三井住友カード、エイチ・ツー・オーリテイリング 『S STACIAカード』 →三井住友カード
- 大阪メトロサービス、スルッとKANSAI
  - 『OSAKA PiTaPa』 → 三井住友カード、トヨタファイナンス
  - 『京都ぷらすOSAKA PiTaPa』 → 三井住友カード
- KOBEカード協議会、スルッとKANSAI 『KOBE PiTaPa』 → 三井住友カード、トヨタファイナンス
- ニモカ
  - 『nimoca JCBカード』 → ジェーシービー
  - 『nimoca 三井住友VISAカード』 → 三井住友カード
  - 『nimoca NICOSカード』 → 三菱UFJニコス
  - 『nimoca セゾンカード』 → クレディセゾン
  - 『アレコレnimoca』 → 福岡銀行
  - 『moteca-de-nimoca』 → 佐賀銀行
- ニモカ、西日本シティ銀行 『オールインワンnimoca』 → 九州カード
- ニモカ、北九州銀行 『ワイエムカードnimoca』 → 山口銀行
- ニモカ、福岡中央銀行 『MUSBO nimoca』 → FFGカード
- ニモカ、熊本銀行 『アレコレnimoca』 → FFGカード
- ニモカ、宮崎太陽銀行 『taiyo patona nimoca』 → 九州カード
- ニモカ、全日本空輸 『ANA VISA nimocaカード』 → 三井住友カード
- ニモカ、日本航空 『JMBnimoca』 → FFGカード

#### 航空・マイレージ

##### 航空・マイレージ（日本）
- ジャルカード、日本航空
  - 『JALカード』 → ジェーシービー、三菱UFJニコス、三井住友トラストクラブ、小田急電鉄
  - 『JALグローバルクラブ JALカード』 → ジェーシービー、三菱UFJニコス、三井住友トラストクラブ、小田急電鉄
- ジャルカード、日本航空、東日本旅客鉄道
  - 『JALカードSuica』 → ビューカード
  - 『JALグローバルクラブ JALカードSuica』 → ビューカード
- 日本航空
  - 『イオンJMBカード（JMB WAON一体型）』 → イオン銀行
  - 『イオンJMBカード（JMB WAON一体型/G.Gマーク付）』 → イオン銀行
- 日本航空、九州旅客鉄道 『JMB JQ SUGOCA』 → イオン銀行
- 日本航空、近鉄グループホールディングス 『JMB KIPSカード』 → 三菱UFJニコス
- 日本航空、JTB 『JTB旅カード JMB』 → ジェーシービー
- 日本航空、ローソン、ロイヤリティ マーケティング 『JMBローソンPontaカードVisa』 → クレディセゾン
- 全日本空輸（ANAカード）
  - 『ANA アメリカン・エキスプレス・カード』 → アメリカン・エキスプレス・インターナショナル日本支社
  - 『ANA JCBカード』 → ジェーシービー
  - 『ANA VISAカード』 → 三井住友カード
  - 『ANA マスターカード』 → 三井住友カード
  - 『ANA ダイナースカード』 → 三井住友トラストクラブ
  - 『ANA アメリカン・エキスプレス・スーパーフライヤーズ・カード』 → アメリカン・エキスプレス・インターナショナル日本支社
  - 『ANA JCBスーパーフライヤーズカード』 → ジェーシービー
  - 『ANA VISAスーパーフライヤーズカード』 → 三井住友カード
  - 『ANA マスタースーパーフライヤーズカード』 → 三井住友カード
  - 『ANA ダイナーススーパーフライヤーズカード』 → 三井住友トラストクラブ
  - 『JCBカード/プラスANAマイレージクラブ』 → ジェーシービー
  - 『楽天ANAマイレージクラブカード』 → 楽天カード
- 全日本空輸、北海道旅客鉄道、札幌駅総合開発 『JRタワースクエアカード ANA Kitaca』 → オリエントコーポレーション
- 全日本空輸、九州旅客鉄道 『JQ SUGOCA ANA』 → ジェーシービー
- 全日本空輸、みずほ銀行 『みずほマイレージクラブカード/ANA』 → クレディセゾン
- 全日本空輸、沖縄銀行 『PiPuCa ANAマイレージクラブカード』 → おきぎんジェーシービー
- AIRDO 『AIRDOカード』 → 三井住友カード
- スターフライヤー
  - 『スターフライヤープレミアムカード』 → ジャックス
  - 『スターフライヤーJCBカード』 → ジェーシービー
  - 『スターフライヤーVISAカード』 → 九州カード
- ソラシドエア 『Solaseed Airカード』 → 三井住友カード
- Peach Aviation 『Peach Card』 → ジェーシービー、三井住友カード

##### 航空・マイレージ（海外）
- Miles & More（ルフトハンザグループ他） 『Miles & More MUFGカード』 → 三菱UFJニコス
- エールフランス航空、KLMオランダ航空
  - 『フライング・ブルーJCBカード』 → ジェーシービー
  - 『フライング・ブルーVISAカード』 → 三井住友カード
- デルタ航空
  - 『デルタ スカイマイル アメリカン・エキスプレス・カード』 → アメリカン・エキスプレス・インターナショナル日本支社
  - 『デルタ スカイマイル JCBカード』 → ジェーシービー
  - 『デルタ スカイマイル SuMi TRUST CLUB VISAカード』 → 三井住友トラストクラブ
  - 『デルタ スカイマイル ダイナースクラブカード』 → 三井住友トラストクラブ
- ユナイテッド航空
  - 『MileagePlus JCBカード』 → ジェーシービー
  - 『MileagePlus MUFGカード』 → 三菱UFJニコス
  - 『MileagePlus セゾンカード』 → クレディセゾン
  - 『MileagePlus UCカード』 → クレディセゾン
  - 『MileagePlus ダイナースクラブカード』 → 三井住友トラストクラブ
- アメリカン航空 『りそな/AAdvantage VISAカード』 → りそなカード
- ハワイアン航空 『ハワイアンエアラインズVISAカード』 → 三井住友カード
- シンガポール航空
  - 『クリスフライヤーJCBカード』 → ジェーシービー
  - 『クリスフライヤーVISAカード』 → 三井住友カード
- タイ国際航空
  - 『ロイヤルオーキッドプラスJCBカード』 → ジェーシービー
  - 『ロイヤルオーキッドプラスVISAカード』 → 三井住友カード
- 大韓航空
  - 『SKYPASS JCBカード』 → ジェーシービー
  - 『SKYPASS DCカード』 → 三菱UFJニコス
  - 『SKYPASS MUFGカード・プラチナ・アメリカン・エキスプレス・カード』 → 三菱UFJニコス
- アシアナ航空
  - 『Asiana Club JCBカード』 → ジェーシービー
  - 『アシアナUCカード』 → クレディセゾン
- キャセイパシフィック航空 『キャセイパシフィック MUFGカード』 → 三菱UFJニコス
- チャイナエアライン 『CAL JCBカード』 → ジェーシービー
- ベトナム航空 『ベトナムエアラインズカード』 → 三井住友カード

#### 空港
- 中部国際空港 『セントレアカード』 → 三菱UFJニコス

#### 高速道路
- 東日本高速道路 『E-NEXCO pass』 → 三菱UFJニコス、イオン銀行
- 中日本高速道路 『イオンNEXCO中日本カード（WAON一体型）』 → イオン銀行
- 西日本高速道路 『イオンNEXCO西日本カード（WAON一体型）』 → イオン銀行
- 首都高速道路サービス 『イオン首都高カード（WAON一体型）』 → イオン銀行
- 阪神高速サービス 『イオンTHRU WAYカード（WAON一体型）』 → イオン銀行

#### 石油
- コスモ石油マーケティング
  - 『コスモ・ザ・カード（ハウス）』 → セディナ
  - 『コスモ・ザ・カード（トリプル）』 → セディナ
  - 『コスモ・ザ・カード・オーパス』 → イオン銀行
- ENEOS
  - 『ENEOSカード』 → 三菱UFJニコス
  - 『ENEOSカード C』 → トヨタファイナンス
  - 『ENEOSカード P』 → トヨタファイナンス
  - 『ENEOSカード S』 → トヨタファイナンス
- 出光興産
  - 『apollostation card』　→ クレディセゾン
  - 旧昭和シェル石油
    - 『シェル スターレックス カード』 → 三菱UFJニコス
    - 昭和シェル石油、ロイヤリティ マーケティング 『シェル-Pontaクレジットカード』 → 三菱UFJニコス
- 新出光 『イデックスクラブカード』 → ジェーシービー、三井住友カード、セディナ
- 宇佐美鉱油 『Usappy Card プラス+』 → 出光クレジット
- 三愛オブリ 『オブリカードNeo』 → 三菱UFJニコス
- キグナス石油
  - 『キグナスオブリカードα』 → 三菱UFJニコス
  - 『キグナスジャックスカード』 → ジャックス
- 太陽石油 『SOLATO CARD』 → セディナ
- 三菱商事エネルギー 『三菱商事エネルギー・イオンカード』 → イオン銀行
- 伊藤忠エネクス 『CARENEX itsumoカード』 → ポケットカード

#### 自動車

##### 自動車メーカー・販売金融等
- トヨタ自動車
  - 『TOYOTA TS CUBIC CARD』 → トヨタファイナンス
  - 『レクサス東京 エムアイカード プラス プラチナ』 → エムアイカード
- 日野自動車 『HINO TS CUBIC CARD』 → トヨタファイナンス
- ダイハツ工業 『DAIHATSU TS CUBIC CARD』 → トヨタファイナンス
- 本田技研工業 『Honda Cカード』 → ジェーシービー、三菱UFJニコス、クレディセゾン
- 三菱自動車工業 『Diaカード』 → 三菱UFJニコス
- SUBARU 『SUBARUカード』 → 三菱UFJニコス
- マツダ 『マツダm'zPLUSカード』 → 三井住友カード、クレディセゾン
- スズキ 『SUZUKI CARD』 → セディナ
- カワサキモータースジャパン
  - 『KAZE/JCBカード』 → ジェーシービー
  - 『KAZE/Oricoカード』 → オリエントコーポレーション
- ハーレーダビッドソンジャパン 『H-Dカード』 → ジャックス
- プジョー・シトロエン・ジャポン 『PEUGEOTカード』 → 三井住友カード
- ビー・エム・ダブリュー・ジャパン・ファイナンス
  - 『BMW Card』 → 三菱UFJニコス、三井住友トラストクラブ
  - 『MINI Card』 → 三菱UFJニコス
- フォルクスワーゲン・ファイナンシャル・サービス・ジャパン
  - 『Volkswagen Card』 → セディナ
  - 『Audi Ambassador Card』 → セディナ
- ポルシェファイナンシャルサービスジャパン 『ポルシェカード』 → アプラス

##### 自動車用品・販売店等
- ブリヂストン 『ブリヂストンカーライフサポートカード』 → 三菱UFJニコス、セディナ、オリエントコーポレーション、ジャックス、アプラス
- タクティー 『ジェームス TS CUBIC CARD』 → トヨタファイナンス
- オートバックスフィナンシャルサービス 『AUTOBACS Group The CARD』 → 三菱UFJニコス、オリエントコーポレーション
- イエローハット
  - 『クレジット&ポイントカード』 → オリエントコーポレーション、ジャックス
  - 『イエローハットカード』 → 日専連ライフサービス
- 2りんかんイエローハット 『2りんかんジャックスカード』 → ジャックス
- オートウェーブ 『オートウェーブカード』 → オリエントコーポレーション
- ヤナセ 『ヤナセメンバーズカード』 → アメリカン・エキスプレス・インターナショナル日本支社、三菱UFJニコス、クレディセゾン

##### レンタカー
- ニッポンレンタカーサービス
  - 『SRMプラスカード』 → オリエントコーポレーション
  - 『PRMプラスカード』 → オリエントコーポレーション
- 日進レンタカー 『レンタカー・カード』 → オリエントコーポレーション、ライフカード

##### 自動車その他
- 日本自動車連盟 『JAFカード』 → ジェーシービー、三井住友カード、クレディセゾン、三菱UFJニコス
- 日本自動車連盟、トヨタ自動車 『TOYOTA TS CUBIC CARD JAF会員証一体型』 → トヨタファイナンス
- 日本自動車連盟、日野自動車 『HINO TS CUBIC CARD JAF会員証一体型』 → トヨタファイナンス
- 日本自動車連盟、ダイハツ工業 『DAIHATSU TS CUBIC CARD JAF会員証一体型』 → トヨタファイナンス
- 日本自動車連盟、タクティー 『ジェームス TS CUBIC CARD JAF会員証一体型』 → トヨタファイナンス

#### 優待サービス
- ベネフィット・ワン 『ベネフィット・ステーションVISAカード』 → 三井住友カード
- リロクラブ 『Club Off Card』 → オリエントコーポレーション

#### 旅行
- Booking.com 『Booking.comカード』 → 三井住友カード
- Ctrip.com (Hong Kong) 『Trip.comグローバルカード』 → 三井住友カード
- JTB 『JTB旅カード』 → ジェーシービー、三井住友カード、セディナ
- 近畿日本ツーリスト
  - 『近畿日本ツーリストカード』 → 三井住友カード
  - 『KNTカード』 → イオン銀行
- クラブツーリズム 『クラブツーリズムカード』 → 三井住友カード
- エイチ・アイ・エス 『Skywalker Card』 → オリエントコーポレーション
- 西鉄旅行 『NISHITETSU TRAVEL VISA CARD』 → 九州カード
- 日本通運 『日通旅行カード「たびか」』 → クレディセゾン、オリエントコーポレーション

#### 物流
- 佐川急便 『e-コレクトJCBカード』 → ジェーシービー
- 西濃運輸 『カンガルークラブカード』 → 三菱UFJニコス、クレディセゾン

#### 流通等

##### 百貨店
- 三越伊勢丹 『エムアイカード』 → エムアイカード
- そごう・西武
  - 『ミレニアムカード セゾン』 → セブンCSカードサービス
  - 『クラブ・オンカード セゾン』 → セブンCSカードサービス
- 髙島屋
  - 『タカシマヤカード』 → 髙島屋ファイナンシャル・パートナーズ
  - 『タカシマヤセゾンカード』 → クレディセゾン
- ジェイアール東海高島屋
  - 『ジェイアール東海タカシマヤカード』 → 高島屋クレジット
  - 『ジェイアール東海タカシマヤセゾンカード』 → クレディセゾン
- 伊予鉄髙島屋『ローズカードJCB』 → いよてつカードサービス
- 大丸松坂屋百貨店 『大丸松坂屋カード』 → JFRカード
- 下関大丸 『下関大丸ピーコックポイントカード』 → ジャックス
- 博多大丸 『博多大丸カード』 → セディナ
- 川徳 『カワトクカード』 → クレディセゾン
- さくら野百貨店 『さくら野セゾンカード』 → クレディセゾン
- 藤崎 『藤崎クレジットFカード』 → ジャックス
- うすい百貨店 『うすいJカード』 → ジャックス
- 八木橋百貨店 『八木橋NICOS・VISAカード』 → 三菱UFJニコス
- 丸広百貨店　2022年11月までクレディセゾン[1]。その後ジャックスとの提携に切り替え[2]。
  - 『まるひろスターカード』
  - 『まるひろMクラブカード』
  - 『アトレMクラブスターカード』
- 松屋 『松屋カード』 → 三菱UFJニコス
- さいか屋 『さいか屋カード』 → セディナ
- 岡島百貨店 『オカジマカード』 → セディナから三井住友カードへ移行
- ながの東急百貨店
  - 『カードdeながのとうきゅう』 → 八十二カード
  - 『natoQカード』 → セディナ
- 津松菱 『松菱マッピーカード』 → セディナから三井住友カードへ移行、百五ディーシーカード
- 大和 『大和プライマリーカード』 → ジャックス
- 金沢丸越百貨店 『エムザセゾンカード』 → クレディセゾン
- 藤井大丸 『フジイダイマル・ロイヤルサークルVISAカード』 → 三井住友カード
- 福屋 『ララ福屋カード』 → セディナ
- 丸由百貨店 『OYOUカード』 → エヌケーシー
- 阪急阪神百貨店 『博多阪急エメラルドカード』 → 三菱UFJニコス
- トキハ 『トキハカード』 → オーシー
- 鶴屋 『鶴屋カード』 → セディナから三井住友カードへ移行、日専連ファイナンス
- 山形屋 『ヤマカタヤカード』 → クレディセゾン
- リウボウインダストリー 『リウボウカードセゾン』 → クレディセゾン

##### 駅ビル
- 札幌駅総合開発 『JRタワースクエアカード iD QUICPay』 → オリエントコーポレーション
- ルミネ、東日本旅客鉄道 『ルミネカード』 → ビューカード
- 静岡ターミナル開発 『パルシェ・アントレALL-Sカード』 → 静銀セゾンカード
- 浜松ターミナル開発 『メイワン フレンズカードセゾン』 → クレディセゾン
- 大阪ターミナルビル 『OSAKA STATION CITY J-WESTカード』 → 西日本旅客鉄道
- JR西日本SC開発、大阪ターミナルビル 『LUCUA OSAKA STATION CITY J‐WESTカード』 → 西日本旅客鉄道
- 天王寺SC開発
  - 『ミオクラブJ‐WESTカード』 → 西日本旅客鉄道
  - 『ミオクラブセゾンカード』 → クレディセゾン
- 山陽SC開発 『岡山一番街 さんすて岡山・倉敷J‐WESTカード』 → 西日本旅客鉄道
- 中国SC開発 『ekie J-WESTカード』 → 西日本旅客鉄道

##### ショッピングセンター・ファッションビル
- 日本郵便
  - 『KITTE丸の内エポスカード』 → エポスカード
  - 『KITTE博多エポスカード』 → エポスカード
- GINZA SIXリテールマネジメント 『GINZA SIXカード』 → 三菱UFJニコス
- 東神開発 『S・Cカードインターナショナル』 → 三菱UFJニコス
- 大和ハウス工業
  - 『イーアス札幌 ハートワンカード』 → 大和ハウスフィナンシャル
  - 『イーアスつくば ハートワンカード』 → 大和ハウスフィナンシャル
  - 『フォレオ大津一里山 ハートワンカード』 → 大和ハウスフィナンシャル
- 大和情報サービス
  - 『アクロスモール ハートワンカード』 → 大和ハウスフィナンシャル
  - 『湘南モールフィル ハートワンカード』 → 大和ハウスフィナンシャル
  - 『沖縄アウトレットモール・あしびなー ハートワンカード』 → 大和ハウスフィナンシャル
- 三井不動産、三井不動産商業マネジメント 『三井ショッピングパークカード《セゾン》』 → クレディセゾン
- 三井不動産商業マネジメント
  - 『ララスクエア宇都宮カード』（発行終了） → オリエントコーポレーション
  - 『ラゾーナ川崎プラザカード《セゾン》』 → クレディセゾン
- 東京ミッドタウンマネジメント 『TOKYO MIDTOWN CARD《セゾン》』 → クレディセゾン
- 三菱地所
  - 『三菱地所グループCARD』 → 三菱UFJニコス、ジェーシービー
  - 『三菱地所グループCARD（プレミアム・アウトレット）』 → 三菱UFJニコス
  - 『三菱地所グループCARD（イムズ）』 → 三菱UFJニコス、ジェーシービー
  - 『三菱地所グループCARD（レジデンスクラブ）』 → 三菱UFJニコス
- 三菱地所、三菱地所プロパティマネジメント 『三菱地所グループCARD（丸の内カード一体型）』 → 三菱UFJニコス、ジェーシービー
- 三菱地所、みなとみらいポイントカード事務局 『三菱地所グループCARD（みなとみらいポイントカード一体型）』 → 三菱UFJニコス、ジェーシービー
- サンシャインシティ 『サンシャインシティカード』 → オリエントコーポレーション
- 三菱商事都市開発 『coppiceカード』 → オリエントコーポレーション
- 住商アーバン開発 『京都ファミリーカード』 → イオン銀行
- 森ビル 『ヒルズカードMastercard』 → オリエントコーポレーション
- 森ビル流通システム 『ラフォーレカード』 → オリエントコーポレーション
- パルコ 『＜PARCOカード＞』 → クレディセゾン（2024年まで）、JFRカード（2024年以降）
- エイムクリエイツ
  - 『モディエポスカード』 → エポスカード
  - 『MONAエポスカード』 → エポスカード
  - 『イコットニコットエポスカード』 → エポスカード
- サッポロ不動産開発　『サッポロファクトリーカードセゾン』 → クレディセゾン
- プライムプレイス 『SMARKカードセゾン』 → クレディセゾン
- ベルモール『ベルモールカード』 → ジャックス
- 片倉工業 『cocoonカード《セゾン》』 → クレディセゾン
- イクスピアリ 『イクスピアリカード』 → オリエントコーポレーション
- みらい長崎 『COCO COLOR CARD』 → オリエントコーポレーション
- 福岡地所 『f-JOY VISAカード』 → 九州カード

##### 地下街
- ユニモール 『ユニモールカード』 → セディナ、三菱UFJニコス
- 神戸地下街 『さんちかメンバーズカード』 → オリエントコーポレーション
- 福岡地下街開発
  - 『てんちかMasterカード』 → オリエントコーポレーション
  - 『てんちかVISAカード』 → 九州カード
  - 『てんちかJCBカード』 → ジェーシービー

##### スーパーマーケット等
- シジシージャパン 『CGCグループカード』 → トヨタファイナンス
- ウォルマート・ジャパン・ホールディングス、西友 『ウォルマートカード セゾン・アメリカン・エキスプレス・カード』 → クレディセゾン（2022年3月終了）
- Olympic 『OSCカード』 → オリエントコーポレーション
- いなげや 『ing・fanVカード』 → 三井住友カード
- ワイズマート 『ワイズカード』 → 三井住友カード、ジェーシービー
- ベイシア 『ベイシア B CARD』 → セディナ
- 富士シティオ、カルチュア・コンビニエンス・クラブ、Tポイント・ジャパン 『Tカードプラス』 → オリエントコーポレーション

##### ディスカウントストア
- コストコホールセールジャパン 『コストコグローバルカード』 → オリエントコーポレーション
- 多慶屋 『TAKEYA MEMBER'S CARD CREDIT』 → ジャックス
- ドン・キホーテ 『majica donpen card』 → UCS、セディナ、ジャックス

##### コンビニエンスストア
- ファミリーマート、カルチュア・コンビニエンス・クラブ、Tポイント・ジャパン 『ファミマTカード』 → ポケットカード
- ローソン、ロイヤリティ マーケティング 『ローソンPontaカードVisa』 → クレディセゾン
- セイコーマート 『セイコーマートクラブカードプラス』 → ジェーシービー

##### ドラッグストア
- スギホールディングス 『スギグループカード』 → ジェーシービー、三菱UFJニコス
- マツモトキヨシ 『マツモトキヨシメンバーズクレジットカード』 → オリエントコーポレーション
- クリエイトエス・ディー 『クリエイトエス・ディークレジットカード』 → オリエントコーポレーション
- ツルハ 『ツルハドラッグカード』 → イオン銀行
- サンドラッグ 『サンドラッグクレジットポイントカード』 → ジャックス

##### 化粧品・健康食品等
- 資生堂 『SHISEIDOカードEX』 → 三菱UFJニコス
- ファンケル 『ファンケルプレミアムカード』 → ジェーシービー
- ディーエイチシー 『DHCカード』 → 三井住友カード
- ドクターシーラボ 『リッチアップカード』 → 三井住友カード

##### 衣料・ファッション等
- 青山キャピタル
  - 『AOYAMA VISAカード』 → 三井住友カード
  - 『AOYAMA ライフマスターカード』 → ライフカード
  - 『THE SUIT COMPANYカード』 → ライフカード
- 青山キャピタル、スルッとKANSAI 『AOYAMA PiTaPaカード』 → 三井住友カード
- タカキュー
  - 『タカキューカード』 → 三菱UFJニコス、オリエントコーポレーション
  - 『セマンティックデザインカード』 → 三菱UFJニコス、オリエントコーポレーション
  - 『MALE&Coカード』 → 三菱UFJニコス、オリエントコーポレーション
  - 『m.f.editorialカード』 → 三菱UFJニコス、オリエントコーポレーション
  - 『WilkesBashfordカード』 → 三菱UFJニコス
- ワールド 『ワールド プレミアムクラブ クレジット』 → オリエントコーポレーション
- ジーンズメイト 『JEANSMATEカード《セゾン》』 → クレディセゾン
- ナルミヤ・インターナショナル
  - 『ナルミヤ・インターナショナルJCBカード』 → ジェーシービー
  - 『ナルミヤ・インターナショナルVISAカード』 → 三井住友カード
- ワークマン 『ワークマン B CARD』 → セディナ

##### 家電量販店・カメラ店等
- ヤマダフィナンシャル 『ヤマダLABIカード』 → クレディセゾン
- ヤマダフィナンシャル、全日本空輸 『ヤマダLABI ANAマイレージクラブカードセゾン・アメリカン・エキスプレス・カード』 → クレディセゾン
- ベスト電器 『ベストカード』 → ジャックス、セディナ、OCS、三菱UFJニコス、全日信販
- エディオン 『エディオンカード』 → セディナ、オリエントコーポレーション
- ノジマ
  - 『ノジマ・ジャックス・JCBカード』 → ジャックス
  - 『ノジマエポスカード』 → エポスカード
- ピーシーデポコーポレーション 『PC DEPOT カード』 → ジャックス
- ソフマップ 『ソフマップ プレミアムCLUBカード』 → ジャックス
- コジマ
  - 『コジマクレジット&ポイントカード』 → オリエントコーポレーション
  - 『コジマ×ビックカメラカード』 → イオン銀行
- ビックカメラ
  - 『ビックカード インターナショナル』 → クレディセゾン
  - 『ビックカメラJ-WESTカード』 → 西日本旅客鉄道
- ビックカメラ、東日本旅客鉄道 『ビックカメラSuicaカード』 → ビューカード
- ビックカメラ、九州旅客鉄道 『ビックカメラJQ SUGOCAカード』 → ジェーシービー
- キタムラ、カルチュア・コンビニエンス・クラブ、Tポイント・ジャパン 『Tカードプラス』 → オリエントコーポレーション

##### 家具・インテリア
- 大塚家具 『IDC OTSUKA エポスカード』 → エポスカード
- 河淳 『KEYUCAエポスカード』 → エポスカード
- Francfranc 『Francfrancカードセゾン』 → クレディセゾン

##### ホームセンター
- DCMホールディングス、マイボフェローズ 『DCMマイボカード』 → セディナ
- DCMホーマック 『DCMホーマックみのりカード』 → ジャックス
- ビバホーム 『ビバホーム倶楽部カード』 → ジャックス
- アイリスプラザ 『ユニディカード』 → オリエントコーポレーション
- セキチュー 『セキチューVisaカード』 → セディナ
- 島忠、カルチュア・コンビニエンス・クラブ、Tポイント・ジャパン 『島忠・HOME'S Tカード』 → ポケットカード
- カインズ
  - 『CAINZセゾンカード』 → クレディセゾン
  - 『カインズMastercard』 → オリエントコーポレーション
  - 『カインズ B CARD』 → セディナ
- ロイヤルホームセンター 『[ロイヤルホームセンター]ハートワンカード』 → 大和ハウスフィナンシャル
- コーナン商事 『コーナンカード』 → ポケットカード
- サンデー 『イオンサンデーカード』 → イオン銀行
- エンチョー 『エンチョーカード』 → セディナ

##### スポーツ用品店
- 美津濃 『ミズノマービスカード』 → ジェーシービー、三井住友カード、セディナ
- ヒマラヤ、ロイヤリティ マーケティング 『ヒマラヤPontaカードPlus』 → セディナ
- メガスポーツ 『スポーツオーソリティカード』 → イオン銀行
- ヴィクトリア 『ヴィクトリアカード』 → ゼビオカード
- アルペン 『アルペングループ 楽天カード』 → 楽天カード

##### 書店・レコード店・プレイガイド
- 紀伊國屋書店 『紀伊國屋三井住友VISAカード』 → 三井住友カード
- 丸善ジュンク堂書店
  - 『MARUZEN JUNKUDO VISAカード』 → 三井住友カード
  - 『hontoポイント+丸善ジュンク堂カード』 → オリエントコーポレーション
- フタバ図書 『フォレカロイヤルカード』 → オリエントコーポレーション
- 明屋書店 『HARUYA JCBカード』 → 愛媛ジェーシービー
- カルチュア・コンビニエンス・クラブ、Tポイント・ジャパン
  - 『Tカードプラス』 → アプラス、オリエントコーポレーション、ポケットカード
  - 『Tカードプラス（アプラス発行B）』 → アプラス
  - 『Tカードプラス（アプラス発行G）』 → アプラス
  - 『Tカードプラス（アプラス発行W）』 → アプラス
- ワンダーコーポレーション、カルチュア・コンビニエンス・クラブ、Tポイント・ジャパン 『Tカードプラス（WonderGOO・新星堂発行）』 → アプラス
- ローソンエンタテインメント
  - 『HMV&BOOKS エポスカード』 → エポスカード
  - 『LEncoreカード』 → セディナ
- ぴあ
  - 『ぴあJCBカード』 → ジェーシービー
  - 『ぴあNICOSカード』 → 三菱UFJニコス
- コミュニティ・ネットワーク 『CNプレイガイドカード』 → アプラス
- ロングランプランニング 『カンフェティカード』 → オリエントコーポレーション

##### 専門店等
- 和光 『銀座ダイナースクラブカード/和光』 → 三井住友トラストクラブ
- 良品計画 『MUJI Card』 → クレディセゾン
- ロフト 『ロフトカード』 → クレディセゾン
- 日本トイザらス
  - 『トイザらス・ベビーザらス・カード』 → イオン銀行
  - 『トイザらス・カードセゾン』 → クレディセゾン
  - 『ベビーザらス・カードセゾン』 → クレディセゾン
- モンベル　『mont-bell CLUB MEMBER'Sカードセゾン』 → クレディセゾン

##### 通信販売等
- ニッセン、カルチュア・コンビニエンス・クラブ、Tポイント・ジャパン 『マジカルクラブTカードJCB』 → ニッセン・クレジットサービス
- 千趣会ゼネラルサービス
  - 『ベルメゾンメンバーズカードJCB』 → ジェーシービー
  - 『ベルメゾンメンバーズカードVISA』 → 三井住友カード
  - 『千趣会ジャックスVisaカード』 → ジャックス
  - 『千趣会セゾンメンバーズカード』 → クレディセゾン
  - 『千趣会POCKETメンバーズカード』 → ポケットカード
- ディノス・セシール
  - 『dinos cecileカード』 → 三井住友カード
  - 『ディノスカード』 → 三菱UFJニコス
  - 『セシールカード』 → オリエントコーポレーション
- ZOZO 『ZOZOCARD』 → ポケットカード
- ジャパネットたかた 『ジャパネットカード』 → セディナ
- 大塚商会 『tano cardセゾン』 → クレディセゾン
- アマゾンジャパン 『Amazon Mastercard』 → 三井住友カード

##### その他流通
- 日本アムウェイ 『アムウェイカード』 → アプラス
- エックスワン 『エックスワンカード』 → セディナ

#### 住宅
- 三井不動産レジデンシャル 『三井のすまいLOOP VISAカード』 → 三井住友カード
- 三井不動産レジデンシャル、三井不動産、三井不動産商業マネジメント 『三井ショッピングパークカード《セゾン》LOOP』 → クレディセゾン
- 野村不動産 『野村不動産グループカスタマークラブゴールドカード』 → エムアイカード
- レオパレス21、カルチュア・コンビニエンス・クラブ、Tポイント・ジャパン 『Tカードプラス（レオパレスメンバー）』 → アプラス

#### ホテル・リゾート
- ヒルトン・オナーズ・ワールドワイド 『ヒルトン・オナーズVISAカード』 → 三井住友カード
- スターウッドホテル&リゾート ワールドワイド、プリファード ゲスト 『スターウッド プリファード ゲスト アメリカン・エキスプレス・カード』 → アメリカン・エキスプレス・インターナショナル日本支社
- 香港上海ホテルズ 『ザ・ペニンシュラ東京との提携によるアメリカン・エキスプレス・ゴールド・カード』 → アメリカン・エキスプレス・インターナショナル日本支社
- ルートインジャパン、ロイヤリティ マーケティング 『ルートインホテルズPonta VISAカード』 → 三井住友カード
- アパホテル 『アパエポスVisaカード』 → エポスカード
- 東横イン 『東横INNクラブVISAカード』 → りそなカード
- 京王プラザホテル 『京王プラザホテルエグゼクティブカード』 → 三井住友カード、ジェーシービー、三菱UFJニコス
- 阪急阪神ホテルズ、阪急阪神カード、スルッとKANSAI 『阪急阪神第一ホテルグループSTACIA PiTaPa VISAカード』 → 三井住友カード
- 阪神ホテルシステムズ 『ザ・リッツ・カールトン大阪VISAカード』 → 三井住友カード
- パレスホテル 『ザ・パレスクラブカード』 → クレディセゾン
- 帝国ホテル 『インペリアルクラブカード』 → クレディセゾン
- ニュー・オータニ
  - 『ニューオータニクラブ VISAカード』 → 三井住友カード
  - 『ニューオータニクラブ ダイナースカード』 → 三井住友トラストクラブ
- オークラ ニッコー ホテルマネジメント 『One Harmony VISA』 → 三井住友カード
- 京都ホテル 『京都ホテルオークラクラブUCカード』 → クレディセゾン
- ロイヤルホテル 『リーガロイヤルカード』 → ジェーシービー、三井住友カード、三菱UFJニコス
- ロイヤルパークホテルズアンドリゾーツ、三菱地所 『三菱地所グループCARD（ザ クラブ・ロイヤルパークホテルズ）』 → 三菱UFJニコス
- リゾートトラスト 『リゾートトラストカード』 → トヨタファイナンス
- 東急リゾートサービス、東京急行電鉄 『東急ハーヴェストクラブ/TOKYU CARD』 → 東急カード

#### 外食
- なだ万 『なだ万VISAカード』 → 三井住友カード
- モンテローザ 『モンテエポスカード』 → エポスカード
- ワタミ 『ワタミふれあいカード』 → イオン銀行

#### 医療
- 日本赤十字社
  - 『赤十字DCカード』 → 三菱UFJニコス
  - 『赤十字オリコカード』 → オリエントコーポレーション
- 日本臓器移植ネットワーク 『Gift of Life Card』 → オリエントコーポレーション
- 骨髄移植推進財団 『骨髄バンクカード』 → 三菱UFJニコス
- エイズ予防財団 『STOP AIDS CARD』 → オリエントコーポレーション
- 日本対がん協会 『ピンクリボンカード』 → オリエントコーポレーション
- 日本白血病研究基金 『日本白血病研究基金カード《セゾン》』 → クレディセゾン

#### 電気・ガス
- 東北電力 『より、そう、ちから。東北電力カード』→イオン銀行
- 関西電力 『はぴeVISAカード』 → 三井住友カード
- 東京瓦斯 『プラスハッピーUCカード』 → クレディセゾン
- 日本瓦斯 『ニチガスエポスカード』 → エポスカード
- レモンガス 『レモンカード』 → ジャックス

#### 電気通信事業者
- ニフティ 『NIFTY Card』 → オリエントコーポレーション

#### インターネット

##### ポータルサイト
- ヤフー、カルチュア・コンビニエンス・クラブ、Tポイント・ジャパン 『Yahoo! JAPANカード』 → ワイジェイカード
- エキサイト 『Excite MasterCard』 → ポケットカード

##### ネットサービス
- 夢の街創造委員会、カルチュア・コンビニエンス・クラブ、Tポイント・ジャパン 『出前館Tカード』 → 三井住友カード
- カカクコム 『REX CARD』 → ジャックス
- ネットマイル 『ネットマイルカード』 → セディナ
- VOYAGE GROUP 『ECナビカードプラス』 → アプラス
- オープンスマイル 『ワラウカード』 → アプラス

#### 放送等
- 山陰放送 『CLUB BSSカード』 → 山陰信販
- TVQ九州放送 『CLUB TVQカード』 → シティックスカード
- CROSS FM 『クロスクラブカード』 → 九州日本信販
- WOWOW 『WOWOWセゾンカード』 → クレディセゾン
- JCOM 『J:COMMUNITY Cardセゾン』 → クレディセゾン
- ZTV 『ZTV CARD』 → 百五ディーシーカード

#### 出版社
- 講談社
  - 『ViViカード』 → 三井住友カード
  - 『with loveカード』 → 三井住友カード
- 角川アスキー総合研究所 『アスキーカード』 → 三菱UFJニコス、オリエントコーポレーション
- ダイヤモンド社 『ダイヤモンド・エグゼクティブカード』 → 三井住友カード、三菱UFJニコス
- 山と溪谷社 『山と溪谷カードセゾン』 → クレディセゾン

#### 映画館
- TOHOシネマズ 『シネマイレージカードセゾン』 → クレディセゾン

#### カラオケ
- 第一興商 『ビッグエコーエポスカード』 → エポスカード

#### プロモーター
- キャンディープロモーション 『キャンディーVISAカード』 → 四国しんきんカード
- デューク 『デュークVISAカード』 → 四国しんきんカード

#### 音楽・芸能
- エイベックス・エンタテインメント
  - 『AAA VISAカード』 → 三井住友カード
  - 『KODA KUMI VISAカード』 → 三井住友カード
  - 『わーすたオリコカード』 → オリエントコーポレーション
  - 『ayumi hamasaki JCB CARD』 → オリエントコーポレーション
  - 『ayumi hamasaki VISA CARD』 → オリエントコーポレーション
  - 『Da-iCE Mastercard』 → オリエントコーポレーション
- ビーイング
  - 『Being GIZAカードセゾン』 → クレディセゾン
  - 『MAI KURAKI JCB CARD』 → オリエントコーポレーション
- テレビ朝日ミュージック
  - 『湘南乃風 VISAカード』 → 三井住友カード
  - 『Sonar Pocket VISAカード』 → 三井住友カード
- まさし
  - 『まさしんぐWORLDカード』 → ジェーシービー
  - 『まさしんぐWORLD・JCBカード』 → ジェーシービー
- LDH JAPAN 『EXILE TRIBEカード』 → ジェーシービー、三井住友カード
- 阪急電鉄、阪急阪神カード 『タカラヅカレビューSTACIA VISAカード』 → 三井住友カード
- 阪急電鉄、阪急阪神カード、スルッとKANSAI 『タカラヅカレビューSTACIA VISAカードP』 → 三井住友カード
- プラチナムピクセル 『SILENT SIREN VISAカード』 → 三井住友カード
- ディアステージ 『でんぱ組.inc VISAカード』 → 三井住友カード
- ディーシーティーエンタテインメント 『POWER PLANT VISAカード』 → 三井住友カード
- ダイヤモンドムーン 『YAZAWAカード』 → 三井住友カード
- ジャパンミュージックエージェンシー
  - 『UNDERGROUND KINGDOM VISAカード』 → 三井住友カード
  - 『UNDERGROUND KINGDOM マスターカード』 → 三井住友カード
- エム・トレス 『TM NETWORK VISAカード』 → 三井住友カード
- マーヴェリック・ディー・シー 『LE-CIEL VISAカード』 → 三井住友カード
- ヒッツコーポレーション 『KOBUKURO VISA CARD』 → 三井住友カード
- パワープレイミュージック 『UVERworld VISAカード』 → 三井住友カード
- ユーケーピーエム 『[Alexandros] マスターカード』 → 三井住友カード
- 研音 『SPYAIR VISAカード』 → 三井住友カード
- エンズエンターテイメント 『C&K VISAカード』 → 三井住友カード
- ラップ・プロダクツ 『Horizon Visa Card』 → 三井住友カード
- サンクレイド 『GALAXY BROAD CARD』 → 三井住友カード
- アップフロントインターナショナル 『Hello! Projectカード』 → 三井住友カード
- ディーゼルコーポレーション 『turbo MAXIMUM Card』 → オリエントコーポレーション
- リズメディア 『MSA Visaカード』 → セディナ
- 長渕剛クラブ 『長渕剛クラブカード』 → セディナ
- ファンキー・ジャム 『BariBariCrewCARD』 → セディナ
- バーミリオン 『VERMILLION CARD』 → クレディセゾン
- グラシアス 『GOSMANIA UC Mastercard』 → クレディセゾン

#### スポーツ
- セントラル野球連盟加盟球団 『JCBセントラルリーグオフィシャルカード』 → ジェーシービー
- 読売巨人軍 『GIANTS CLUB G-Po JCBカード』 → ジェーシービー
- 中日ドラゴンズ
  - 『ドラゴンズファンカード』 → ジェーシービー
  - 『UCSドラゴンズカード』 → UCS
- 阪神タイガース、阪急阪神カード、スルッとKANSAI 『阪神タイガースSTACIA PiTaPa JCBカード』 → ジェーシービー
- 北海道日本ハムファイターズ 『H.N.F.Card』 → ジャックス
- 西武ライオンズ 『埼玉西武ライオンズファンクラブカードセゾン』 →　クレディセゾン
- 千葉ロッテマリーンズ
  - 『千葉ロッテマリーンズ VISAカード』 → 三井住友カード
  - 『マリーンズカード』 → ちば興銀カードサービス
- 福岡ソフトバンクホークス
  - 『福岡ソフトバンクホークスエムアイカード』 → エムアイカード
  - 『福岡ソフトバンクホークスエポスカード』 → エポスカード
- 北海道コンサドーレ札幌 『CS MICARD』 → エムアイカード
- ベガルタ仙台 『ベガルタ仙台カード』 → 日専連ライフサービス
- 浦和レッドダイヤモンズ 『浦和レッズ VIASOカード』 → 三菱UFJニコス
- 湘南ベルマーレ 『ベルマーレオフィシャルクラブカード』 → アプラス
- ジュビロ磐田 『ジュビロエムアイカード』 → エムアイカード
- 名古屋グランパスエイト 『名古屋グランパスオフィシャルカード』 → トヨタファイナンス
- ガンバ大阪 『ガンバ大阪VISAカード』→ 三井住友カード
- セレッソ大阪 『セレッソ大阪VISAカード』 → 三井住友カード
- サンフレッチェ広島 『サンフレッチェカード』 → オリエントコーポレーション
- レノファ山口FC 『レノファサポーターズカード』 → 日専連ベネフル
- ギラヴァンツ北九州 『ギラヴァンツカード』 → 日専連ベネフル
- アビスパ福岡 『アビスパ福岡カード』 → 九州カード
- ロアッソ熊本 『ロアッソ熊本カード』 → 日専連ファイナンス
- 大分トリニータ 『大分トリニータカード』 → オーシー
- JRAシステムサービス 『JRAカード』 → 三菱UFJニコス

#### パソコン・ソフトウェア
- 富士通 『My Cloud プレミアム カード』 → オリエントコーポレーション
- デル 『Dell Point Card+』 → オリエントコーポレーション
- 日本HP 『HP Directplus エポスカード』 → エポスカード
- クリプトン・フューチャー・メディア
  - 『初音ミク VISAカード』 → 三井住友カード
  - 『初音ミク マスターカード』 → 三井住友カード

#### ゲーム
- コーエーテクモゲームス 『コーエーテクモゲームス エポスカード』 → エポスカード
- カプコン
  - 『カプコンエポスカード』 → エポスカード
  - 『モンスターハンター フロンティア VISAカード』 → 三井住友カード
  - 『ドラゴンズドグマ オンライン VISAカード』 → 三井住友カード
- スクウェア・エニックス 『ドラゴンクエストX VISAカード』 → 三井住友カード
- バンダイナムコエンターテインメント
  - 『テイルズ オブ エクシリア2 VISAカード』 → 三井住友カード
  - 『アイドルマスターVISAカード』 → 三井住友カード
- ディースリー・パブリッシャー
  - 『STORM LOVER VISAカード』 → 三井住友カード
  - 『Vitamin VISAカード』 → 三井住友カード
- セガゲームス 『ファンタシースターオンライン2 (PSO2) VISAカード』 → 三井住友カード
- コナミデジタルエンタテインメント
  - 『ラブプラスVISAカード』 → 三井住友カード
  - 『ときめきメモリアル Girl's Side VISAカード』 → 三井住友カード
- アイディアファクトリー
  - 『オトメイトエポスカード』 → エポスカード
  - 『薄桜鬼VISAカード』 → 三井住友カード
- ディー・エヌ・エー 『MOBAGE CARD』 → 三井住友カード
- Cygames
  - 『グランブルーファンタジー VISAカード』 → 三井住友カード
  - 『Shadowverse VISAカード』 → 三井住友カード
- セブン・アークス 『魔法少女リリカルなのはINNOCENT VISAカード』 → 三井住友カード
- ミクシィ 『モンスターストライクVISAカード』 → 三井住友カード
- コロプラ 『白猫プロジェクト VISAカード』 → 三井住友カード
- Donuts 『Tokyo 7th シスターズVISAカード』 → 三井住友カード
- ブシロード 『バンドリ! ガールズバンドパーティ! VISAカード』 → 三井住友カード
- ゲームオン
  - 『TERA VISAカード』 → 三井住友カード
  - 『レッドストーンVISAカード』 → 三井住友カード

#### 玩具・模型等
- バンダイ 『プレミアムバンダイVISAカード』 → 三井住友カード
- ボークス 『ボークスVIP VISAカード』 → 三井住友カード
- 海洋堂 『海洋堂VISAカード』 → 三井住友カード
- タミヤ 『TAMIYA CARD』 → オリエントコーポレーション
- ブロッコリー 『Z/Xアクティベートカード』 → オリエントコーポレーション

#### 特撮
- 円谷プロダクション 『ウルトラマンJCBゴールドカード』 → オリエントコーポレーション
- 東宝 『ゴジラエポスカード』 → エポスカード

#### 漫画・小説・アニメーション作品
この節では、便宜上、作品単位で記述する。
- ピーナッツ 『スヌーピーカード』 → 三菱UFJニコス
- あらいぐまラスカル 『ラスカルカードセゾン』 → クレディセゾン
- 鉄腕アトム 『アトムカード』 → セディナ
- バケモノの子 『バケモノの子 VISAカード』 → 三井住友カード
- 北斗の拳 『北斗の拳VISAカード』 → 三井住友カード
- 黒執事 『黒執事VISAカード』 → 三井住友カード
- 機動戦士ガンダム
  - 『ガンダムVISAカード』 → 三井住友カード
  - 『ザクVISAカード』 → 三井住友カード
  - 『シャア専用VISAカード』 → 三井住友カード
- 七つの大罪 『七つの大罪 VISAカード』 → 三井住友カード
- 進撃の巨人 『進撃の巨人VISAカード』 → 三井住友カード
- ソードアート・オンライン 『ソードアート・オンラインカード』 → ライフカード
- らき☆すた 『らき☆すた MasterCard UPty』 → オリエントコーポレーション
- ストライクウィッチーズ 『STRIKE WITCHES CARD』 → オリエントコーポレーション
- 魔法少女リリカルなのは『魔法少女リリカルなのはVISAカード』 → 三井住友カード
- ゲゲゲの鬼太郎 『ゲゲゲの鬼太郎カードJCB』 → 山陰信販

#### 非営利団体
- 京都大学 『京都大学カード』 → 三井住友カード
- 鹿島神宮 『鹿島神宮カード』 → エムアイカード
- 日本盲導犬協会 『日本盲導犬協会カード』 → ジャックス、三菱UFJニコス

### 法人

#### 銀行
- 住信SBIネット銀行 『ミライノ カード Business』 → ライフカード

#### 会計
- マネーフォワード 『マネーフォワードビジネスVISAカード』 → 三井住友カード
- フリー 『freeeカード』 → 三井住友カード、ライフカード

#### 交通
- 東海旅客鉄道
  - 『JR東海エクスプレス・カード（ビジネス）』 → セディナ
  - 『JR東海エクスプレス・カード（コーポレート）』 → セディナ
  - 『JR東海エクスプレス・カード（E予約専用）』 → ジェーシービー
  - 『JR東海エクスプレス・カード（E予約専用W）』 → ジェーシービー
  - 『JCBエクスプレスビジネスカード』 → ジェーシービー
  - 『JCBエクスプレスコーポレートカード』 → ジェーシービー
  - 『三井住友エクスプレスコーポレートカード』 → 三井住友カード
  - 『MUFGカード エクスプレスコーポレート』 → 三菱UFJニコス
  - 『UCエクスプレスコーポレートカード』 → クレディセゾン
  - 『TS CUBICエクスプレスコーポレートカード』 → トヨタファイナンス
  - 『アメリカン・エキスプレス・JR東海エクスプレス・コーポレート・カード』 → アメリカン・エキスプレス・インターナショナル日本支社

#### 航空・マイレージ
- ジャルカード、日本航空 『JALカード』 → 三菱UFJニコス、ジェーシービー
- 全日本空輸 『ANAカード』 → ジェーシービー、三井住友カード、三井住友トラストクラブ

#### 高速道路
- 首都高速道路サービス 『首都高ビジネスカード』 → ジェーシービー
- 阪神高速サービス 『THRU WAYビジネスETCカード』 → 三菱UFJニコス

#### ホームセンター
- DCMホーマック 『DCMホーマックみのりカード（アグリ）』 → ジャックス
- DCMカーマ 『カーマ・ビジネスカード』 → ポケットカード
- DCMダイキ 『ダイキコーポレートカード』 → 愛媛ジェーシービー
- LIXILビバ
  - 『ビバホーム倶楽部プロカード』 → ジャックス
  - 『ビバホーム倶楽部法人カード』 → ジャックス
- アイリスプラザ 『ユニディビジネスカード』 → オリエントコーポレーション
- セキチュー 『セキチュープロカード』 → セディナ
- 島忠 『シマホ ビジネスカード』 → ポケットカード
- カインズ
  - 『カインズプロカード』 → セディナ、オリエントコーポレーション
  - 『カインズA.G.P.カード』 → セディナ
- 建デポ 『建デポ ビジネスカード』 → ポケットカード
- ロイヤルホームセンター 『ロイヤルホームセンタープロカード』 → セディナ
- コーナン商事
  - 『コーナンPRO BusinessCard』 → ポケットカード
  - 『コーナン コーポレートカード』 → ポケットカード

#### 商工会・商工会議所
- 日本商工会議所 『チェンバーズカード』 → ジェーシービー、三井住友カード、三菱UFJニコス、クレディセゾン
- 全国商工会連合会 『商工会カード』 → クレディセゾン